# デキウス

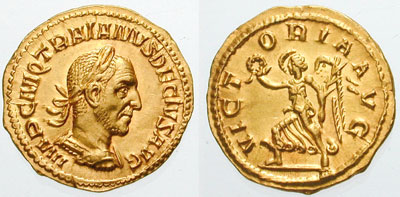
デキウスの描かれた硬貨

ガイウス・メッシウス・クィントゥス・トラヤヌス・デキウス(Gaius Messius Quintus Trajanus Decius, 201年 - 251年６月)はローマ皇帝(249年 - 251年)。
息子には共同皇帝の長男ヘレンニウス・エトルスクスと次のローマ皇帝の次男ホスティリアヌスがいる。

## 生涯
デキウスは190年頃、下パンノニア属州のブダリアで生まれた。
彼はマクシミヌス・トラクスや前任のフィリップス・アラブスとは異なり中央政府での政職の経験があり232年にはコンスルを務め、その後はプロコンスルとして下ゲルマニアやモエシア属州の総督を務めた。
その後の235年から238年にはヒスパニア・タッラコネンシス総督を務めた。
245年に皇帝フィリップス・アラブスによりドナウ川駐留軍の指揮官として認められた。
デキウスはドナウ戦線でゴート族に勝利したのち同地の軍団によってフィリップス・アラブスに替わる皇帝として推戴された。
渋々帝位を受け入れたデキウスはローマへ向けて進軍し249年の9月ころ、マケドニア属州ベロエア(現ブルガリア、スタラ・ザゴラ)にてフィリップ・アラブスの軍に勝利しフィリップス・アラブスは戦死した。
ローマへ入城し政権を掌握したデキウスは建築物を修復(コロッセオなど)や、新造(デキウス浴場など)をするなどした。
250年、再びドナウ川を越えてきたゴート族に対して戦争を開始する。
トラキア総督がゴート族と結託して反乱を起こすなどしたため戦争は長期化し、250年にはウェロナかマケドニア属州のベロエアでゴート人に敗れた（ベロエアの戦い）。
そして251年の7月ころに起こったアブリットゥスの戦いでゴート族の罠にはまり長男で共同皇帝だったヘレンニウス・エトルスクスとともに戦死した。
後継の皇帝はデキウスの次男であり、ローマで留守居をしていたプリンケプス・ユウェントゥティス(皇太子)のホスティリアヌスだった。
しかし、敗北したドナウ遠征軍は軍内の将軍であったガイウス・ウィビウス・トレボニアヌス・ガッルスを皇帝に推戴した。
内乱の防止の為か軍の圧力かは不明だがトレボニアヌスはホスティリアヌスを養子として共同皇帝とした。
彼の統治は賢明なものだったが、古来よりのローマの信仰を強化するためキリスト教を迫害したため彼へ対する評価は低いものとなっている。